# Curling alla XXIII Universiade invernale
Presentiamo in questa pagina i risultati del torneo di curling alla XXIII Universiade invernale.
Si sono tenuti due tornei paralleli, uno maschile e uno femminile; entrambi hanno visto la partecipazione di dieci squadre e sono stati ospitati presso il Palaghiaccio di Pinerolo con il seguente calendario:
| ● | Competizioni | ● | Finali |

|         | Data  |       |       |       |       |       |       |       |       |       |       |
| Sport   | 17.02 | 18.02 | 19.02 | 20.02 | 21.02 | 22.02 | 23.02 | 24.02 | 25.02 | 26.02 | 27.02 |
| Curling |       | ●     | ●     | ●     | ●     | ●     | ●     | ●     | ●     | ●     |       |

## Medaglie
| Posizione | Paese         | Atleti                                                                                      |
| --------- | ------------- | ------------------------------------------------------------------------------------------- |
|           | Stati Uniti   | SHUSTER John ISAACSON Jeff PLYS Chris McKINLAY Shane JOHNSON Kevin                          |
|           | Regno Unito   | HAMILTON John CRAIGIE Andrew CHALMERS Iain COPLAND Graeme PATERSON Ross                     |
|           | Svezia        | KRAUPP Sebastian Skip TENN Daniel LINDBERG Fredrik KJAELL Viktor                            |
| 4         | Canada        | LAYCOCK Steve Skip DEIS Ryan RYBACK Matthew HEIDT Drew                                      |
| 5         | Corea del Sud | KIM Chang-Min Skip KIM Min-ChanKIM Chang-Min PARK Jong-Deog KO Seung-Wan                    |
| 6         | Cina          | ZOU De Jia Skip WANG Zi ZHANG Zhi Peng YANG Tuo CHEN Lu'an                                  |
| 7         | Giappone      | MOROZUMI Yusuke YAMAGUCHI Tuyoshi SATO Masanori SHIMIZU Teturo OGIHARA Ryo                  |
| 8         | Svizzera      | RUCH Roman RUCH Manuel HARTMANN Peju ZUERRER Florian RIOS Martin                            |
| 9         | Rep. Ceca     | HOFERKA Milos CHALOUPEK Krystof CERMAN Radek NYVLT Ondrej NOVAK Tomas                       |
| 10        | Italia        | ROSTAGNOTTO Alberto GIULIANI Alberto ZARDINI Alessandro OLIVIERI Lorenzo MARGHERITIS Simone |

| Posizione | Paese         | Atlete                                                                              |
| --------- | ------------- | ----------------------------------------------------------------------------------- |
|           | Canada        | GREGOR Brittany PATTISON Hayley FISETTE Katrine HANSEN Heather                      |
|           | Russia        | PRIVIVKOVA Ludmila EZEKH Nkeirouka FOMINA Margarita GALKINA Ekaterina SVETOVA Julia |
|           | Giappone      | MEGURO Moe MOTOHASHI Mari YAMAURA Mayo TERADA Sakurako YOGO Asuka                   |
| 4         | Svezia        | VIKTORSSON Stina WENNERSTROEM Maria KAMP Hedda KAMP Sigge                           |
| 5         | Italia        | GASPARI Diana POMPANIN Rosa DE COL Elettra PAVAN Deborah                            |
| 6         | Cina          | SUN Yue YU Xinna LI Xue CHEN Yinjie LU Chunyu                                       |
| 7         | Stati Uniti   | SCHULTZ Jessica SCHWARTZ Christina O'CONNELL Megan SAMBOR Stephanie HAMBLEY Lysa    |
| 7         | Svizzera      | GORIDIS Niki JAEGGI Stephanie THOMET Chantal JAUCH Lea KRAMER Karin                 |
| 7         | Corea del Sud | JEONG Jin-Sook KIM Ji-Suk PARK Mi-Hee LEE Hye-In JU Yun-Hwa                         |
| 10        | Regno Unito   | REID Sarah SLOAN Victoria MACINTYRE Sarah KIRKPATRICK Laura BLACK Alison            |

## Torneo maschile
|               | CHN    | GBR    | CAN    | CZE    | SUI   | USA   | JPN    | SWE    | KOR  | ITA |
| ------------- | ------ | ------ | ------ | ------ | ----- | ----- | ------ | ------ | ---- | --- |
| Cina          | -      |        |        |        |       |       |        |        |      |     |
| Regno Unito   | 8 - 1  | -      |        |        |       |       |        |        |      |     |
| Canada        | 11 - 1 | 7 - 4  | -      |        |       |       |        |        |      |     |
| Rep. Ceca     | 2 - 9  | 5 - 8  | 6 - 8  | -      |       |       |        |        |      |     |
| Svizzera      | 4 - 8  | 5 - 9  | 9 - 5  | 9 - 6  | -     |       |        |        |      |     |
| Stati Uniti   | 11 - 5 | 4 - 6  | 5 - 4  | 11 - 4 | 5 - 8 | -     |        |        |      |     |
| Giappone      | 7 - 5  | 13 - 9 | 4 - 7  | 2 - 10 | 6 - 5 | 3 - 7 | -      |        |      |     |
| Svezia        | 9 - 5  | 3 - 9  | 4 - 10 | 7 - 1  | 5 - 3 | 4 - 9 | 7 - 4  | -      |      |     |
| Corea del Sud | 7 - 12 | 6 - 8  | 7 - 8  | 7 - 5  | 9 - 6 | 2 - 8 | 10 - 9 | 5 - 7  | -    |     |
| Italia        | 4 - 7  | 2 - 8  | 6 - 7  | 1 - 9  | 6 - 9 | 4 - 7 | 3 - 10 | 4 - 11 | 5 -7 | -   |

| Posizione | Paese         | V | S |
| --------- | ------------- | - | - |
| 1         | Regno Unito   | 7 | 2 |
| 2         | Stati Uniti   | 7 | 2 |
| 3         | Canada        | 7 | 2 |
| 4         | Svezia        | 6 | 3 |
| 5         | Corea del Sud | 4 | 5 |
| 6         | Cina          | 4 | 5 |
| 7         | Giappone      | 4 | 5 |
| 8         | Svizzera      | 4 | 5 |
| 9         | Rep. Ceca     | 2 | 7 |
| 10        | Italia        | 0 | 9 |

### Fase finale
|  | Semifinali  | Semifinali  | Semifinali  |             |             | Finale          | Finale          | Finale          |  |
|  |             |             |             |             |             |                 |                 |                 |  |
|  | Regno Unito | Regno Unito | 8           |             |             |                 |                 |                 |  |
|  | Regno Unito | Regno Unito | 8           |             |             |                 |                 |                 |  |
|  | Svezia      | Svezia      | 4           |             |             |                 |                 |                 |  |
|  | Svezia      | Svezia      | 4           |             | Stati Uniti | Stati Uniti     | 9               |                 |  |
|  |             |             |             |             | Stati Uniti | Stati Uniti     | 9               |                 |  |
|  |             |             | Regno Unito | Regno Unito | 4           |                 |                 |                 |  |
|  | Canada      | Canada      | Regno Unito | Regno Unito | 4           | 3               |                 |                 |  |
|  | Canada      | Canada      |             |             |             | 3               |                 |                 |  |
|  | Stati Uniti | Stati Uniti | 7           |             |             | Finale 3º posto | Finale 3º posto | Finale 3º posto |  |
|  | Stati Uniti | Stati Uniti | 7           |             |             |                 |                 |                 |  |
|  |             |             |             |             |             |                 |                 |                 |  |
|  |             |             |             |             |             | Svezia          | Svezia          | 9               |  |
|  |             |             |             |             |             | Svezia          | Svezia          | 9               |  |
|  |             |             |             |             |             | Canada          | Canada          | 4               |  |

## Torneo femminile
|               | CAN     | KOR    | CHN    | RUS   | ITA   | JPN   | GBR   | SUI    | SWE   | USA |
| ------------- | ------- | ------ | ------ | ----- | ----- | ----- | ----- | ------ | ----- | --- |
| Canada        | -       |        |        |       |       |       |       |        |       |     |
| Corea del Sud | 5 - 9   | -      |        |       |       |       |       |        |       |     |
| Cina          | 10 - 9  | 9 - 3  | -      |       |       |       |       |        |       |     |
| Russia        | 11 - 3  | 5 - 9  | 8 - 5  | -     |       |       |       |        |       |     |
| Italia        | 10 - 11 | 5 - 10 | 10 - 5 | 1 - 8 | -     |       |       |        |       |     |
| Giappone      | 6 - 9   | 9 - 3  | 9 - 4  | 5 -6  | 2 - 7 | -     |       |        |       |     |
| Regno Unito   | 5 - 6   | 7 - 8  | 7 - 4  | 1 - 8 | 6 - 7 | 6 - 3 | -     |        |       |     |
| Svizzera      | 5 - 7   | 9 - 8  | 8 - 9  | 5 - 9 | 6 - 7 | 7 - 5 | 9 - 7 | -      |       |     |
| Svezia        | 10 - 4  | 9 - 5  | 8 - 6  | 7 - 8 | 6 - 5 | 9 - 2 | 8 - 5 | 10 - 6 | -     |     |
| Stati Uniti   | 4 - 10  | 11 - 2 | 5 - 6  | 2 -11 | 7 - 3 | 7 - 8 | 7 - 5 | 10 - 5 | 7 - 8 | -   |

| Posizione | Paese         | V | S |
| --------- | ------------- | - | - |
| 1         | Russia        | 8 | 1 |
| 2         | Svezia        | 8 | 1 |
| 3         | Canada        | 6 | 3 |
| 4         | Giappone      | 4 | 5 |
| 5         | Italia        | 4 | 5 |
| 6         | Cina          | 4 | 5 |
| 7         | Stati Uniti   | 3 | 6 |
| 8         | Svizzera      | 3 | 6 |
| 9         | Corea del Sud | 3 | 6 |
| 10        | Regno Unito   | 2 | 7 |

### Spareggio
| Pinerolo 24 gennaio 2007 | Cina | 7 – 8 | Italia | Palaghiaccio |

| Pinerolo 24 gennaio 2007 | Italia | 6 – 8 | Giappone | Palaghiaccio |

ll Giappone si qualifica alla semifinale con 5 vittorie e 5 sconfitte in totale.

### Fase finale
|  | Semifinali | Semifinali | Semifinali |        |        | Finale          | Finale          | Finale          |  |
|  |            |            |            |        |        |                 |                 |                 |  |
|  | Svezia     | Svezia     | 5          |        |        |                 |                 |                 |  |
|  | Svezia     | Svezia     | 5          |        |        |                 |                 |                 |  |
|  | Canada     | Canada     | 6          |        |        |                 |                 |                 |  |
|  | Canada     | Canada     | 6          |        | Canada | Canada          | 6               |                 |  |
|  |            |            |            |        | Canada | Canada          | 6               |                 |  |
|  |            |            | Russia     | Russia | 5      |                 |                 |                 |  |
|  | Russia     | Russia     | Russia     | Russia | 5      | 9               |                 |                 |  |
|  | Russia     | Russia     |            |        |        | 9               |                 |                 |  |
|  | Giappone   | Giappone   | 8          |        |        | Finale 3º posto | Finale 3º posto | Finale 3º posto |  |
|  | Giappone   | Giappone   | 8          |        |        |                 |                 |                 |  |
|  |            |            |            |        |        |                 |                 |                 |  |
|  |            |            |            |        |        | Giappone        | Giappone        | 7               |  |
|  |            |            |            |        |        | Giappone        | Giappone        | 7               |  |
|  |            |            |            |        |        | Svezia          | Svezia          | 6               |  |